# Anita Wachter
Anita Wachter-Salzgeber (Bartholomäberg, 12 de mayo de 1967) es una deportista austríaca que compitió en esquí alpino; campeona olímpica en Calgary 1988. Su esposo, Rainer Salzgeber, compitió en el mismo deporte.

## Trayectoria
Participó en tres Juegos Olímpicos de Invierno, obteniendo en total tres medallas, oro en Calgary 1988, en la prueba combinada, y dos de plata en Albertville 1992, en el eslalon gigante y la combinada, y el cuarto lugar en Lillehammer 1994 (eslalon gigante).
Ganó cinco medallas en el Campeonato Mundial de Esquí Alpino entre los años 1991 y 1999.
En la Copa del Mundo consiguió diecinueve victorias y 75 podios en total. Ganó la clasificación general de la Copa del Mundo en 1993.
Fue la abanderada de Austria en las ceremonias de apertura de los Juegos Olímpicos de Albertville 1992 y Lillehammer 1994.
En 1992 recibió la Condecoración de Honor de Oro de la Orden al Mérito de la República de Austria. Fue nombrada «Deportista femenina del año» en su país en 1993.

## Palmarés internacional
| Juegos Olímpicos   | Juegos Olímpicos                   | Juegos Olímpicos  | Juegos Olímpicos |
| Año                | Lugar                              | Medalla           | Prueba           |
| ------------------ | ---------------------------------- | ----------------- | ---------------- |
| 1988               | Calgary (Canadá)                   | Medalla de oro    | Combinada        |
| 1992               | Albertville (Francia)              | Medalla de plata  | Eslalon gigante  |
| 1992               | Albertville (Francia)              | Medalla de plata  | Combinada        |
| Campeonato Mundial |                                    |                   |                  |
| Año                | Lugar                              | Medalla           | Prueba           |
| 1991               | Saalbach-Hinterglemm (Austria)     | Medalla de bronce | Supergigante     |
| 1993               | Morioka (Japón)                    | Medalla de plata  | Eslalon gigante  |
| 1993               | Morioka (Japón)                    | Medalla de bronce | Combinada        |
| 1996               | Sierra Nevada (España)             | Medalla de plata  | Combinada        |
| 1999               | Vail/Beaver Creek (Estados Unidos) | Medalla de bronce | Eslalon gigante  |